# Dinámica estructural
La dinámica estructural es un tipo  de análisis estructural que estudia el comportamiento de una estructura sometida a cargas dinámicas (acciones habiendo aceleración alta). Las cargas dinámicas incluyen personas, viento, olas, tráfico, terremotos, y explosiones. Cualquier estructura puede ser sometida a dinámico cargando. El análisis dinámico puede usarse para encontrar desplazamientos dinámicos, historias de tiempo, y análisis modal.
El análisis estructural se ocupa principalmente de averiguar el comportamiento de una estructura física cuando se somete a una fuerza. Esta acción puede ser en forma de carga debido al peso de cosas como personas, muebles, viento, nieve, etc. o algún otro tipo de excitación como un terremoto, movimiento del suelo debido a una explosión cercana, etc. En esencia, todas estas cargas son dinámicas, incluido el peso propio de la estructura porque en algún momento estas cargas no estaban allí. La distinción se hace entre el análisis dinámico y el estático sobre la base de si la acción aplicada tiene suficiente aceleración en comparación con la frecuencia natural de la estructura. Si se aplica una carga con la suficiente lentitud, las fuerzas de inercia pueden ignorarse y el análisis puede simplificarse como análisis estático.
Una carga estática es aquella que varía muy lentamente. Una carga dinámica es aquella que cambia con el tiempo bastante rápido en comparación con la frecuencia natural de la estructura. Si cambia lentamente, la respuesta de la estructura puede determinarse con un análisis estático, pero si varía rápidamente (en relación con la capacidad de respuesta de la estructura), la respuesta debe determinarse con un análisis dinámico.
El análisis dinámico para estructuras sencillas puede ser llevado a cabo manualmente, pero para estructuras complejas se puede usar análisis de elementos finitos para calcular los modos y frecuencias de vibración.
Una carga dinámica puede tener un efecto significativamente mayor que una carga estática de la misma magnitud debido a la incapacidad de la estructura para responder rápidamente a la carga (al deflectarse). El aumento del efecto de una carga dinámica viene dado por el factor de amplificación dinámica (DAF) o factor de carga dinámica (DLF):
{\displaystyle {\text{DAF}}={\text{DLF}}={\frac {u_{\max }}{u_{\text{static}}}}}
Dónde u es la deflexión de la estructura debida a la carga aplicada.
Existen gráficos de factores de amplificación dinámica frente al tiempo de subida no dimensional (tr/T) para funciones de carga estándar (para obtener una explicación del tiempo de subida, consulte análisis del historial de tiempo a continuación). Por lo tanto, el DAF para una carga determinada se puede leer en el gráfico, la deflexión estática se puede calcular fácilmente para estructuras simples y se encuentra la deflexión dinámica.

## Análisis de historia del tiempo
Una historia de tiempo completa dará la respuesta de una estructura a lo largo del tiempo durante y después de la aplicación de una carga. Para encontrar la historia de tiempo completa de la respuesta de una estructura debe resolver la ecuación de movimiento de la estructura.

### Ejemplo
Un sistema simple de un solo grado de libertad (una masa, M, en un resorte de rigidez k, por ejemplo) tiene la siguiente ecuación de movimiento:
{\displaystyle M{\ddot {x}}+kx=F(t)}

donde {\displaystyle {\ddot {x}}} es la aceleración (la segunda derivada del desplazamiento) y x es el desplazamiento.
Si la carga F(t) es una función escalón de Heaviside (la aplicación repentina de una carga constante), la solución a la ecuación de movimiento es:
{\displaystyle x={\frac {F_{0}}{k}}[1-\cos(\omega t)]}
donde {\displaystyle \omega ={\sqrt {\frac {k}{M}}}} y la frecuencia natural fundamental, {\displaystyle f={\frac {\omega }{2\pi }}} .
La deflexión estática de un sistema de un solo grado de libertad es:
{\displaystyle x_{\text{static}}={\frac {F_{0}}{k}}}
entonces podemos escribir, combinando las fórmulas anteriores:
{\displaystyle x=x_{\text{static}}[1-\cos(\omega t)]}
Esto da la historia de tiempo (teórica) de la estructura debido a una carga F(t), donde se hace la suposición de que no hay amortiguamiento .
Aunque esto es demasiado simplista para aplicarlo a una estructura real, la función de escalón de Heaviside es un modelo razonable para la aplicación de muchas cargas reales, como la adición repentina de un mueble o eliminación de un puntal a un piso de hormigón recién colado. Sin embargo, en realidad, las cargas nunca se aplican instantáneamente: se acumulan durante un período de tiempo (esto puede ser muy breve). Este tiempo se llama tiempo de subida .
A medida que aumenta el número de grados de libertad de una estructura, se dificulta calcular la historia de tiempo manualmente: las estructuras reales se analizan utilizando un software de análisis de elementos finitos no lineales .

## Amortiguamiento
Cualquier estructura real disipará energía (principalmente a través de la fricción). Esto se puede modelar modificando el DAF
{\displaystyle {\text{DAF}}=1+e^{-c\pi }}
donde {\displaystyle c={\frac {\text{coeficiente de amortiguamiento}}{\text{coeficiente de amortiguamiento crítico}}}} y es típicamente del 2 al 10% según el tipo de construcción:
- Acero atornillado ~6%
- Hormigón reforzado ~5%
- Acero soldado ~2%
- Mampostería de ladrillo ~10%

Métodos para aumentar el amortiguamiento.
Uno de los métodos más utilizados para aumentar el amortiguamiento es unir una capa de material con un alto coeficiente de amortiguamiento, por ejemplo, caucho, a una estructura que vibra.

## Análisis modal
Un análisis modal calcula los modos naturales de un sistema dado, pero no necesariamente su respuesta de tiempo completa a una entrada dada. La frecuencia natural de un sistema depende únicamente de la rigidez de la estructura y la masa que participa con la estructura (incluido el peso propio). No depende de la función de carga.
Es útil conocer las frecuencias modales de una estructura, ya que le permite asegurarse de que la frecuencia de cualquier carga periódica aplicada no coincidirá con una frecuencia modal y, por lo tanto, causará resonancia, lo que provocará grandes oscilaciones .
El método es:
1. Encuentra los modos naturales (la forma que adopta una estructura) y las frecuencias naturales.
2. Calcular la respuesta de cada modo.
3. Opcionalmente, superponer la respuesta de cada modo para encontrar la respuesta modal completa a una carga dada.

### Método de energía
Es posible calcular la los modos del sistema manualmente por el método de energía. Para una forma modal dada de un sistema de múltiples grados de libertad, puede encontrarse una masa, rigidez y fuerza aplicada "equivalentes" para un sistema de un solo grado de libertad. Para estructuras simples, las formas modales básicas se pueden encontrar mediante inspección, pero no es un método conservador. El principio de Rayleigh establece:
"La frecuencia ω de un modo arbitrario de vibración, calculada por el método de la energía, es siempre mayor o igual que la frecuencia fundamental ωn".
Para una forma de modo supuesta {\displaystyle {\bar {u}}(x)}, de un sistema estructural de masa M; rigidez a la flexión, EI (módulo de Young, E, multiplicado por el segundo momento de área, I); y fuerza aplicada, F(x):
{\displaystyle {\text{Masa equivalente, }}M_{\text{eq}}=\int M{\bar {u}}^{2}\,du}
{\displaystyle {\text{Rigidez equivalente, }}k_{\text{eq}}=\int EI\left({\frac {d^{2}{\bar {u}}}{dx^{2}}}\right)^{2}\,dx}
{\displaystyle {\text{Fuerza equivalente, }}F_{\text{eq}}=\int F{\bar {u}}\,dx}
entonces, como arriba:
{\displaystyle \omega ={\sqrt {\frac {k_{\text{eq}}}{M_{\text{eq}}}}}}

### Respuesta modal
La respuesta modal completa a una carga dada F(x, t) es {\displaystyle v(x,t)=\sum u_{n}(x,t)} . La suma puede llevarse a cabo por alguno de los métodos comunes:
- Superponer historias de tiempo completas de cada modo (toma tiempo pero es exacto)
- Superponer las amplitudes máximas de cada modo (rápido pero conservador)
- Superponer la raíz cuadrada de la suma de los cuadrados (buena estimación para frecuencias bien separadas, pero insegura para frecuencias poco espaciadas)

Para superponer manualmente las respuestas modales individuales, habiéndolas calculado por el método de la energía:
Suponiendo que se conoce el tiempo de subida tr(T = 2π/ω), es posible leer el DAF a partir de un gráfico estándar. El desplazamiento estático se puede calcular con {\displaystyle u_{\text{estátic}}={\frac {F_{1,{\text{eq}}}}{k_{1,{\text{eq}}}}}} . El desplazamiento dinámico para el modo elegido y la fuerza aplicada se pueden encontrar a partir de:
{\displaystyle u_{\max }=u_{\text{estátic}}{\text{DAF}}}

## Factor de participación modal
Para los sistemas reales, a menudo hay una masa que participa en la función de fuerza (como la masa del suelo en un terremoto ) y una masa que participa en los efectos de inercia (la masa de la estructura misma, Meq). El factor de participación modal Γ es una comparación de estas dos masas. Para un sistema de un solo grado de libertad Γ = 1.
{\displaystyle \Gamma ={\frac {\sum M_{n}{\bar {u}}_{n}}{\sum M_{n}{\bar {u}}_{n}^{2}}}}